# Cap Serdtse-Kamen
Le cap Serdtse-Kamen (russe : мыс Сердце-Камень, littéralement « cœur de rocher ») est un cap situé au nord-ouest du Tchoukotka, en Russie, 140 km à l'ouest du cap Dejnev et 120 km à l'est de la baie Kolioutchinskaïa. Le village le plus proche est Enurmino (en).